# Papež Elevterij
Sveti Elevterij, papež (in mučenec glej: Ocena) Rimskokatoliške cerkve, * 2. stoletje n. št., Nikopolis, (Epir, Grčija, Rimsko cesarstvo); † okoli 189, Rim. V Rimskokatoliški cerkvi god 26. maj.

## Življenjepis
Liber pontificalis piše o njem, da je bil Grk, doma iz Nikopolisa v Epiru. „Eleutherius” (Ελευθέριος) v grščini pomeni „Svobodoljuben”. V Rim je prišel skupaj z Anicetom; kot njegov diakon je sodeloval pri papeževem srečanju s škofom svetim Polikarpom. Za Soterom je postal rimski škof. Kot papež se je moral spopadati z montanizmom, ki se je vse bolj širil in se skušal uveljaviti tudi na zahodu. Uporabil je način dialoga, ki pa ni rodil zaželenih sadov. Vladal je od (okrog) 174 do (okrog) 189. 

### Pokristjanjenje Anglije
Liber pontificalis piše: “Na prošnjo britanskega kralja Lucija je papež Elevterij poslal blagovestnike, ki so tam uspešno delovali.  To poročilo je malo verjetno iz več razlogov:
- V 2. stoletju je bila rimska oblast v Britaniji tako ukoreninjena, da tam ni mogel obstajati kralj, ki bi prosil pomoči od Elevterija. Isto tradicijo navaja tudi sv. Beda Častitljivi, prvi angleški cerkveni pisatelj (673-735); najbrž povzema zgodbo ravno iz zbirke Liber pontificalis.
- Harnack meni, da bi morali namesto Brittanio brati Britio. Tako se namreč imenuje trdnjava pri Edesi, a kralj naj bi bil Lucij Elij Septim Megas Abgar IX., ki je bil zares krščanski kralj tedanje Sirije.
- Po neki drugi teoriji pa naj bi omenjeni britanski Lucij ne bil kralj, ampak Lucij Artorij Kast(us), ki je ravno v tem času poveljeval rimski vojski v Britaniji. Pred tem je služboval v Palestini in Kampanji, kjer je mogel spoznati in sprejeti krščanstvo. Lucij se je imenoval dux (voditelj).

## Smrt in češčenje
Po novejših odkritjih je papež Elevterij umrl 24. maja in je bil pokopan na Vatikanskem griču v Rimu blizu groba svetega Petra. Po starejšem izročilu so njegovo truplo prenesli v cerkev San Giovanni della Pigna, blizu Panteona v Rimu. Leta 1591 so njegove ostanke spet prenesli, in sicer v cerkev Santa Susanna na zahtevo Kamile Peretijeve (Camilla Peretti), sestre Siksta V.. Njegov god se obhaja kot neobvezni spomin 26. maja.

### Ocena
V njegovem času je še divjalo preganjanje kristjanov pod cesarjem Markom Avrelijem (121-180) , ki pa je prenehalo za časa njegovega naslednika Komodija (180-192). Zato ni verjetno, da je umrl mučeniške smrti. 